# The One That Got Away (Katy Perry)
"The one that got away" is de zesde single van Katy Perry's tweede studioalbum. De officiële release was op 26 september 2011 in Nederland. Hij kwam in Amerika officieel uit op 4 oktober 2011. Het nummer is geproduceerd door Dr. Luke en Max Martin. Het lied gaat over een belangrijk persoon voor je, die dan je leven verlaat.

## Videoclip
In de video zien we Perry als een oud dametje die samen met haar man in een huis woont. Ze blikt terug in de tijd, waarin we zien dat ze vroeger een grote liefde had. Na een ruzie vertrekt de jongen echter en verlaat haar. Als de jongen in zijn auto zit komt hij een sluiertje van Perry tegen, van een feest. Hierdoor raakt hij zo verward dat hij niet op de weg let en in een ravijn stort. Hij overlijdt. Op het eind van de clip zien we Perry als oud dametje staan op de plek waar de jongen het ravijn in reed, daar ziet ze hem weer als verschijning.
De rol van het jeugdvriendje van Perry wordt in de clip gespeeld door acteur Diego Luna.

## Hitnoteringen

### Nederlandse Top 40
| Hitnotering: 19-11-2011 t/m 07-01-2012 | Hitnotering: 19-11-2011 t/m 07-01-2012 | Hitnotering: 19-11-2011 t/m 07-01-2012 | Hitnotering: 19-11-2011 t/m 07-01-2012 | Hitnotering: 19-11-2011 t/m 07-01-2012 | Hitnotering: 19-11-2011 t/m 07-01-2012 | Hitnotering: 19-11-2011 t/m 07-01-2012 | Hitnotering: 19-11-2011 t/m 07-01-2012 | Hitnotering: 19-11-2011 t/m 07-01-2012 | Hitnotering: 19-11-2011 t/m 07-01-2012 |
| Week:                                  | 1                                      | 2                                      | 3                                      | 4                                      | 5                                      | 6                                      | 7                                      | 8                                      |                                        |
| -------------------------------------- | -------------------------------------- | -------------------------------------- | -------------------------------------- | -------------------------------------- | -------------------------------------- | -------------------------------------- | -------------------------------------- | -------------------------------------- | -------------------------------------- |
| Positie:                               | 33                                     | 25                                     | 25                                     | 25                                     | 21                                     | 29                                     | 37                                     | 39                                     | uit                                    |

### NederlandseSingle Top 100
| Hitnotering: 19-11-2011 t/m 14-01-2012 | Hitnotering: 19-11-2011 t/m 14-01-2012 | Hitnotering: 19-11-2011 t/m 14-01-2012 | Hitnotering: 19-11-2011 t/m 14-01-2012 | Hitnotering: 19-11-2011 t/m 14-01-2012 | Hitnotering: 19-11-2011 t/m 14-01-2012 | Hitnotering: 19-11-2011 t/m 14-01-2012 | Hitnotering: 19-11-2011 t/m 14-01-2012 | Hitnotering: 19-11-2011 t/m 14-01-2012 | Hitnotering: 19-11-2011 t/m 14-01-2012 |
| Week:                                  | 1                                      | 2                                      | 3                                      | 4                                      | 5                                      | 6                                      | 7                                      | 8                                      |                                        |
| -------------------------------------- | -------------------------------------- | -------------------------------------- | -------------------------------------- | -------------------------------------- | -------------------------------------- | -------------------------------------- | -------------------------------------- | -------------------------------------- | -------------------------------------- |
| Positie:                               | 89                                     | 81                                     | 74                                     | 83                                     | 100                                    | 98                                     | 66                                     | 87                                     | uit                                    |

### VlaamseUltratop 50
| Hitnotering: 03-12-2011 t/m 28-01-2012 | Hitnotering: 03-12-2011 t/m 28-01-2012 | Hitnotering: 03-12-2011 t/m 28-01-2012 | Hitnotering: 03-12-2011 t/m 28-01-2012 | Hitnotering: 03-12-2011 t/m 28-01-2012 | Hitnotering: 03-12-2011 t/m 28-01-2012 | Hitnotering: 03-12-2011 t/m 28-01-2012 | Hitnotering: 03-12-2011 t/m 28-01-2012 | Hitnotering: 03-12-2011 t/m 28-01-2012 | Hitnotering: 03-12-2011 t/m 28-01-2012 | Hitnotering: 03-12-2011 t/m 28-01-2012 |
| Week:                                  | 1                                      | 2                                      | 3                                      | 4                                      | 5                                      | 6                                      | 7                                      | 8                                      | 9                                      |                                        |
| -------------------------------------- | -------------------------------------- | -------------------------------------- | -------------------------------------- | -------------------------------------- | -------------------------------------- | -------------------------------------- | -------------------------------------- | -------------------------------------- | -------------------------------------- | -------------------------------------- |
| Positie:                               | 42                                     | 35                                     | 37                                     | 41                                     | 39                                     | 40                                     | 33                                     | 41                                     | 43                                     | uit                                    |